# Era de Ouro da animação estadunidense
Era de Ouro da animação estadunidense é um período da história da animação estadunidense que se iniciou com o avanço dos desenhos animados sonoros em 1928, com um pico entre a segunda metade dos anos 30 e a primeira metade dos anos 50, e gradualmente terminou a partir dos anos 60, quando os curtas-metragens de animação cinematográficos começaram a perder lentamente para o novo meio de animação, na televisão.
Muitos dos mais memoráveis personagens surgiram neste período, incluindo: Mickey Mouse, Pato Donald e Pateta (lançados pela Walt Disney Studios), Pernalonga, Patolino, Gaguinho, Hortelino, Piu-Piu, Frajola, Coiote e Papa-Léguas (lançados pela Warner Bros), Popeye, Betty Boop, Gasparzinho e Luluzinha (lançados pela Paramount), Gato Félix (lançado pela RKO Pictures), Andy Panda, Pica-Pau e Picolino (lançados pela Universal Studios), Super Mouse e Faísca e Fumaça (lançados pela 20th Century Fox), A Raposa e o Corvo e Mr. Magoo (lançados pela Columbia Pictures), Tom e Jerry e Droopy (lançados pela MGM), a Pantera Cor-de-Rosa, O Inspetor e A Formiga e o Tamanduá (lançados pela United Artists), e uma adaptação incrivelmente popular do Superman (também lançado pela Paramount).
Os longa-metragens de animação também surgiram durante este período, mais notavelmente os primeiros filmes dos anos 30 e 40: Branca de Neve e os Sete Anões, As Viagens de Gulliver, Pinóquio, Fantasia, Dumbo, Mr. Bug Goes to Town e Bambi, até dos últimos longas-metragens de animação originais de Walt Disney com The Jungle Book e The Aristocats. A animação também começou na televisão nesse período com Crusader Rabbit e as primeiras versões de Rocky e Bullwinkle. Inclui as primeiras séries animadas da Hanna-Barbera: Dom Pixote, Pepe Legal, Os Flintstones, Zé Colmeia, Manda-Chuva, Wally Gator e Os Jetsons, além de Wacky Races e dos curtas de animação do Loopy De Loop para o cinema. Nesse período, foram feitos diversos filmes live-action que incluíam animação, como Saludos Amigos, Anchors Aweigh, A Canção do Sul, Dangerous When Wet, Mary Poppins e Bedknobs and Broomsticks. Além disso, também foi desenvolvida a animação stop motion e os efeito especiales, com filmes como King Kong, The Beast from 20,000 Fathoms, Hansel and Gretel: An Opera Fantasy, Planeta Proibido, The 7th Voyage of Sinbad, Jasão e os Argonautas e 2001: A Space Odyssey.

## Cronologia
Esta é uma cronologia da produção ativa de estúdios de animação de curtas de animação lançados regularmente para exibição nos cinemas. Alguns estúdios continuaram a liberar curtas animados para os cinemas em uma frequência menor. As cores correspondem ao distribuidor associado ao estúdio de animação.